# Eva Vejražková
Eva Vejražková (* 6. srpna 1956 Boskovice) je česká akademická malířka a grafička. 

## Život
Působí jako výtvarnice v oboru užité a dekorativní grafiky. Ve druhé polovině 80. let dvacátého století se zúčastnila důležitých generačních výstav (v níže uvedeném seznamu jsou označeny tučným písmem). Od roku 1985 pracovala jako asistentka animátora ve Studiu Jiřího Trnky (v Krátkém filmu Praha.). Po sametové revoluci (1989) spolupracovala se soukromým studiem "AAA studio" (Art And Animation studio – Praha) a se studiem animovaného filmu "U sedmi skal". Přestala vystavovat po roce 1992, když pomáhala zakládat základní Waldorfskou školu v Praze-Jinonicích. Na této škole učí Dějiny umění; na Waldorfském semináři pak přednáší metodiku výtvarné výchovy. Je členkou Asociace výtvarných pedagogů. Od roku 1999 vede Výtvarné studio pro děti a mládež v Praze-Jinonicích, kde také žije a tvoří.

## Studium[3][9]
V letech 1971 až 1975 studovala na Střední uměleckoprůmyslové škole v Uherském Hradišti (u profesora Františka Nikla).
Na pražské AVU (Akademii výtvarných umění) pak následně studovala v letech 1977–1983 (u profesora Jana Smetany (1918–1998)).

## Tvorba
Ve své volné tvorbě zprvu preferovala figurální motivy, pak se rozvinuly motivy pupenů, květů a plodů. Současná tvorba je inspirována motivem katedrál. Její tvorba je zastoupena ve sbírkách NG Praha a v soukromých sbírkách v ČR i v zahraničí.

Ukázky z tvorby Evy Vejražkové (2010–2015)
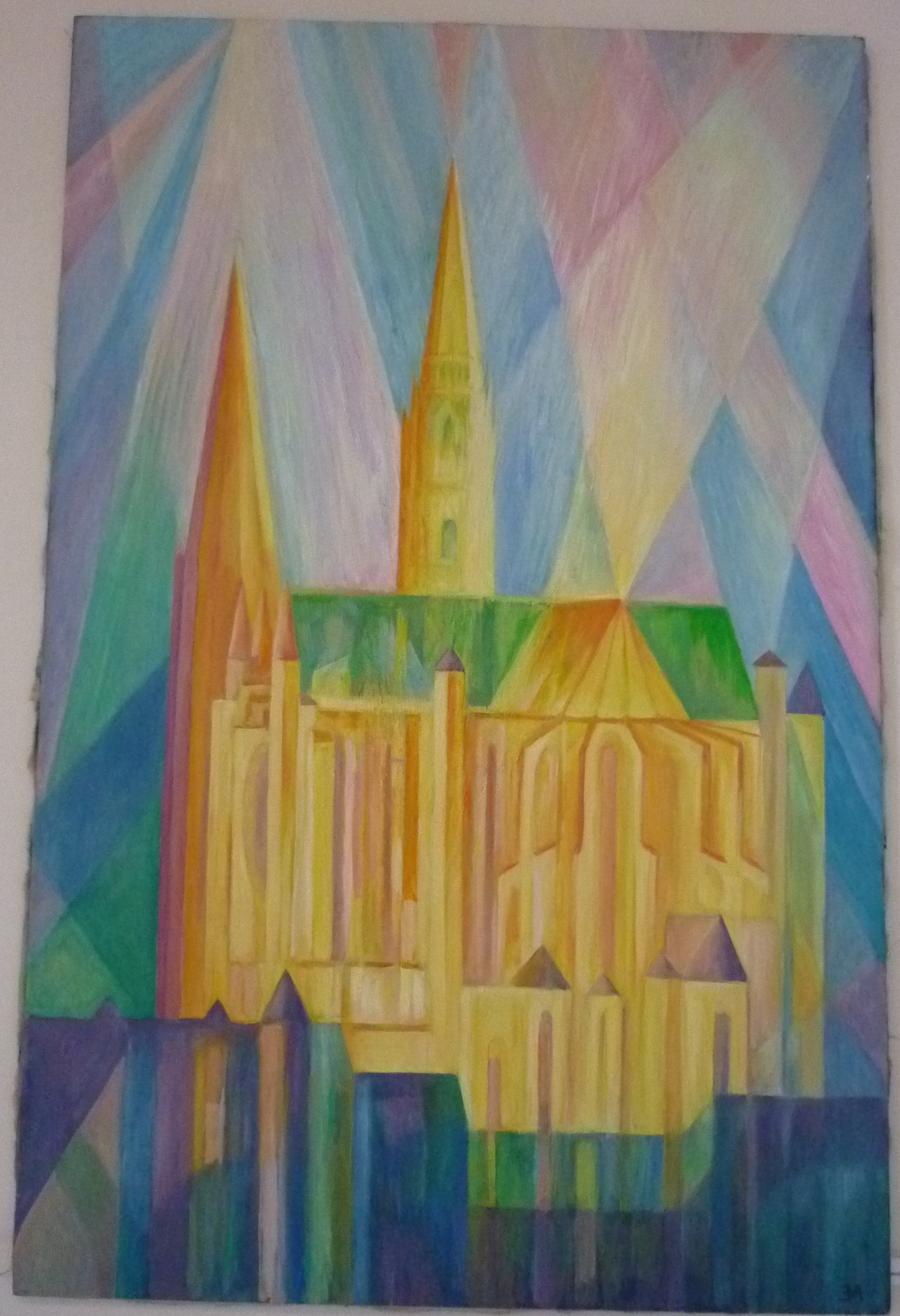
„Chartres“, olej na plátně (2010–2012)
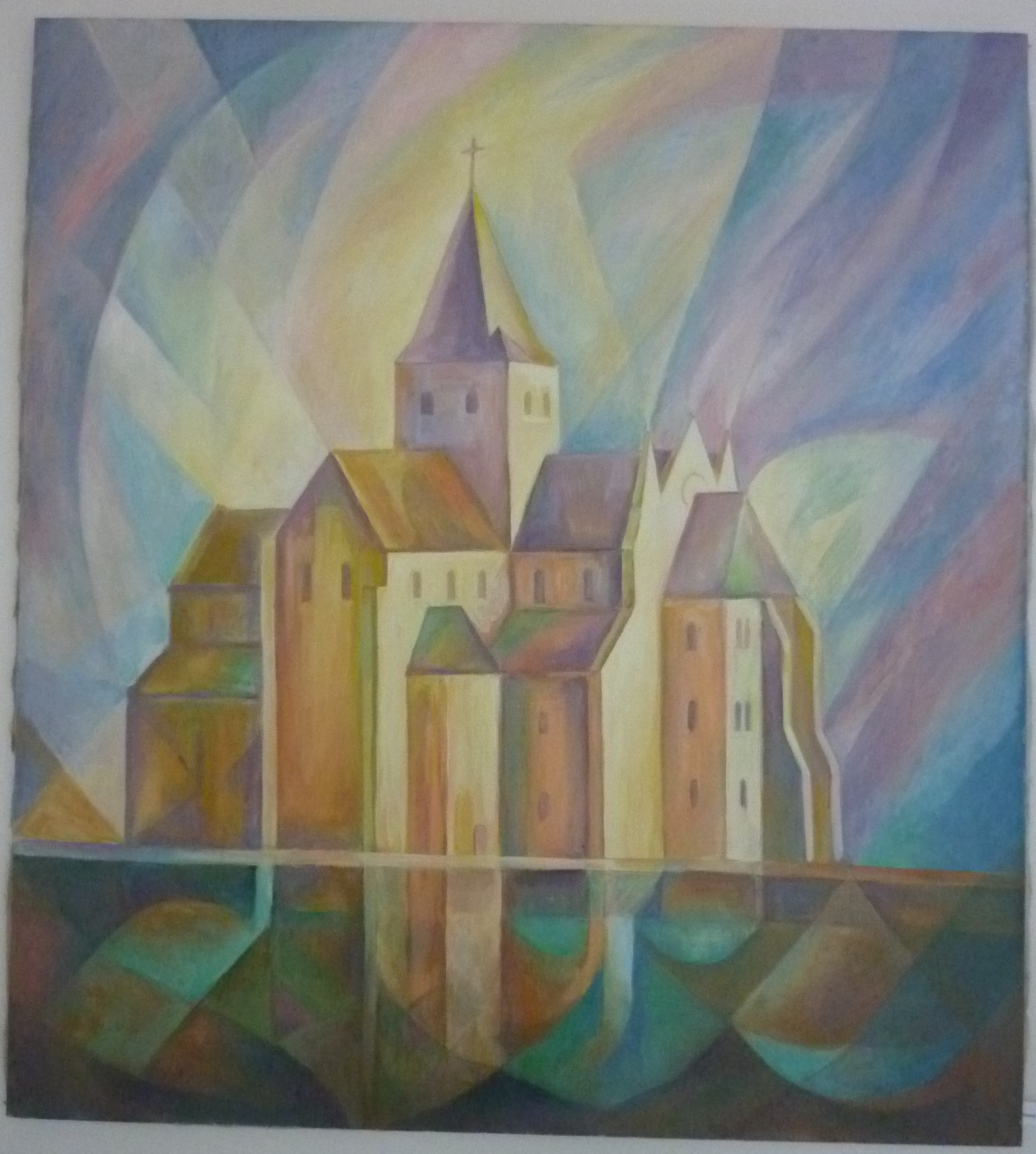
„Normandie" olej na plátně (2010–2012)
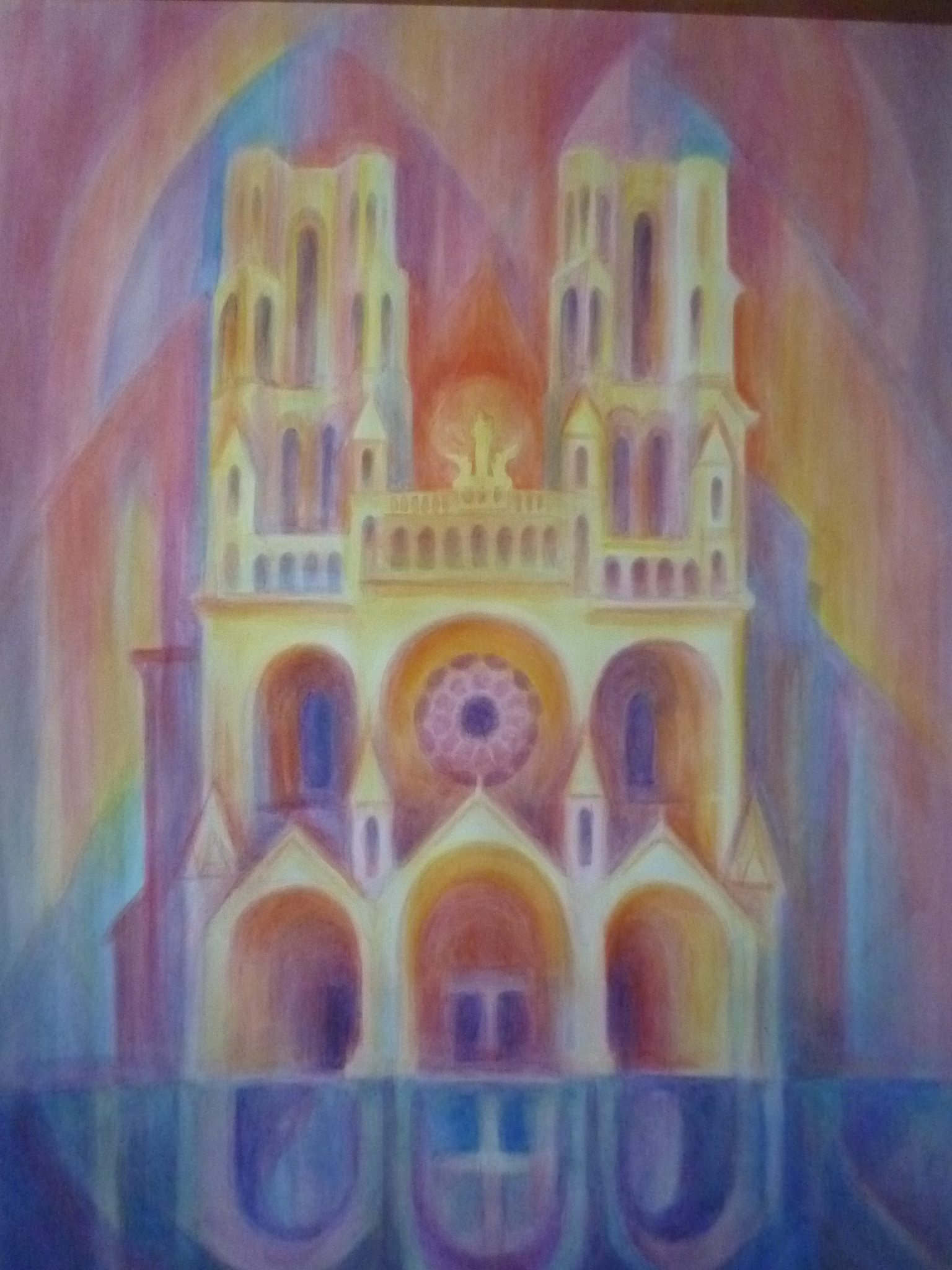
"Katedrála v Laonu", akvarel (2015)

Ukázky z tvorby Evy Vejražkové (2009–2013)
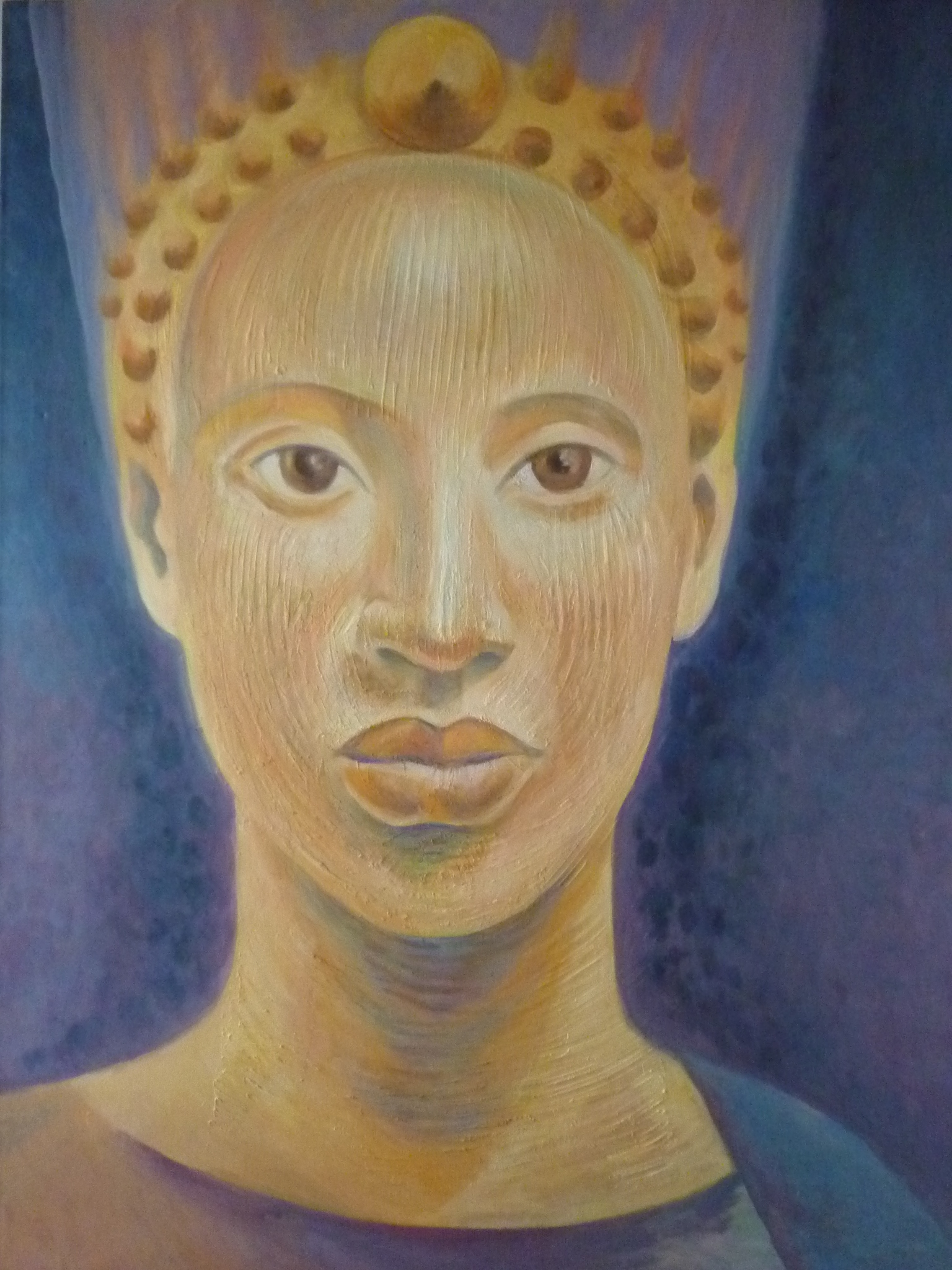
„Hlava africká“, olej na plátně (2009–2013)
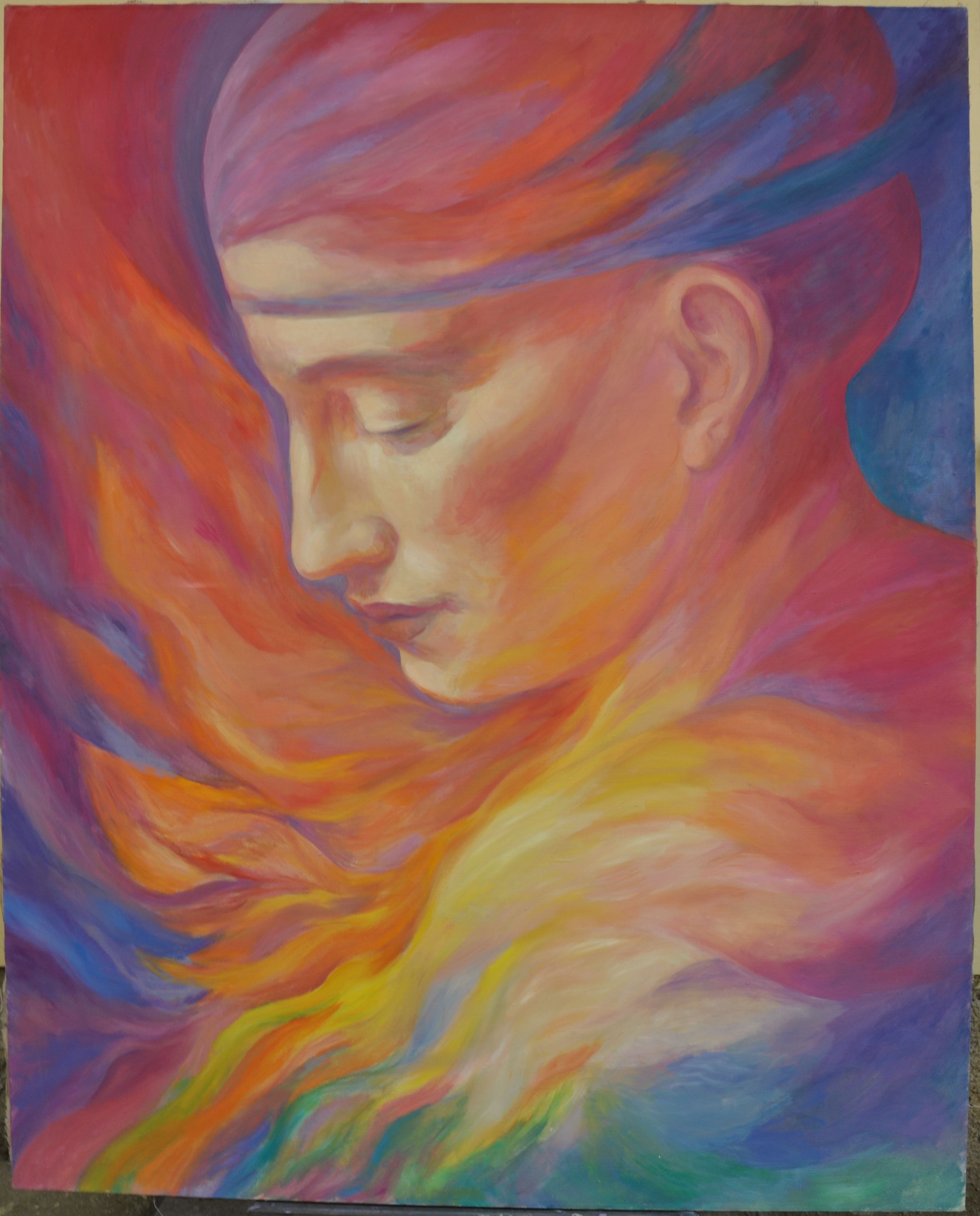
„Hlava Michaelská“, olej na plátně (2010–2012)

Ukázky z tvorby Evy Vejražkové (kresby, přírodní uhel, 2015)
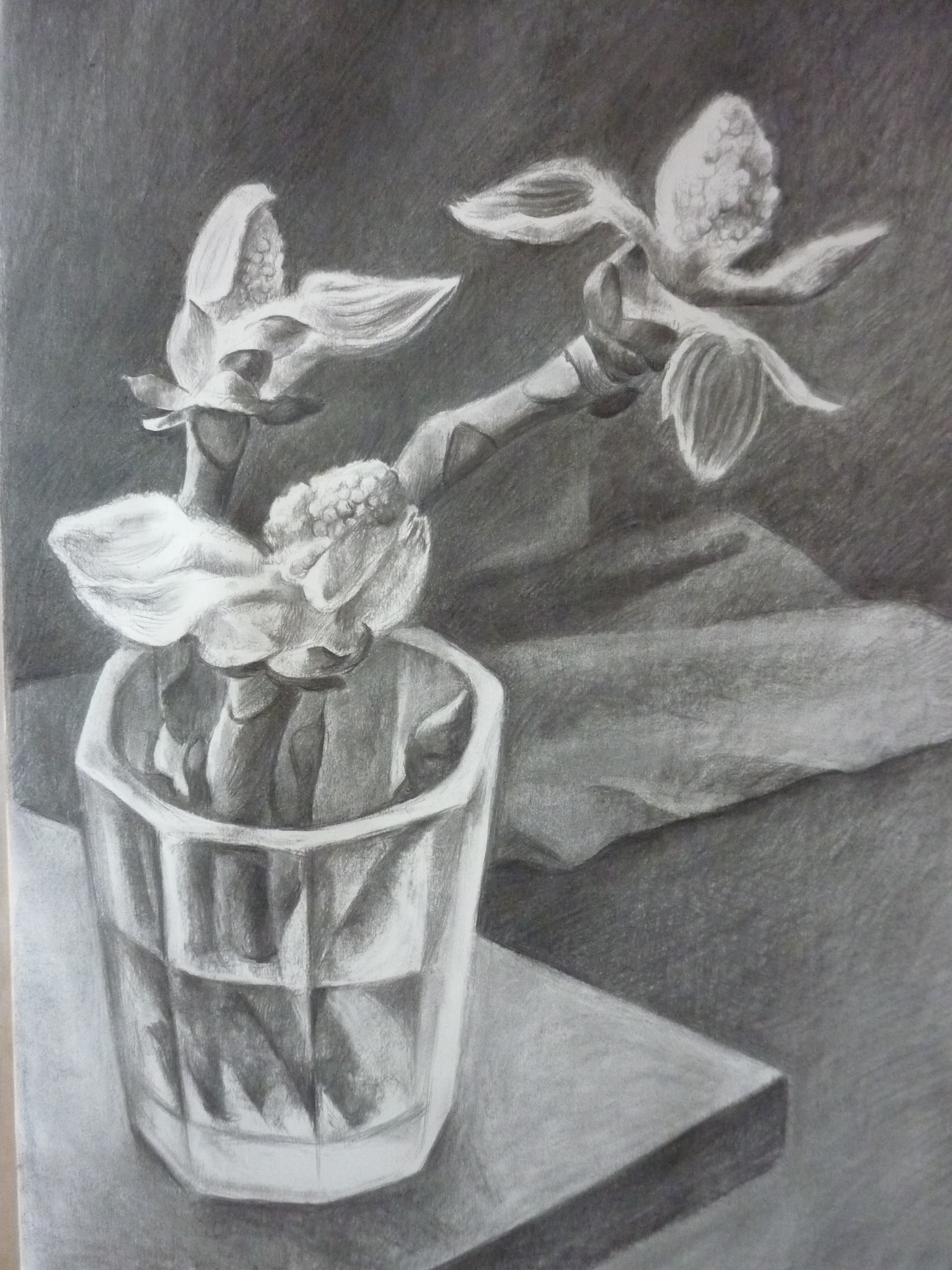
„Kaštany“
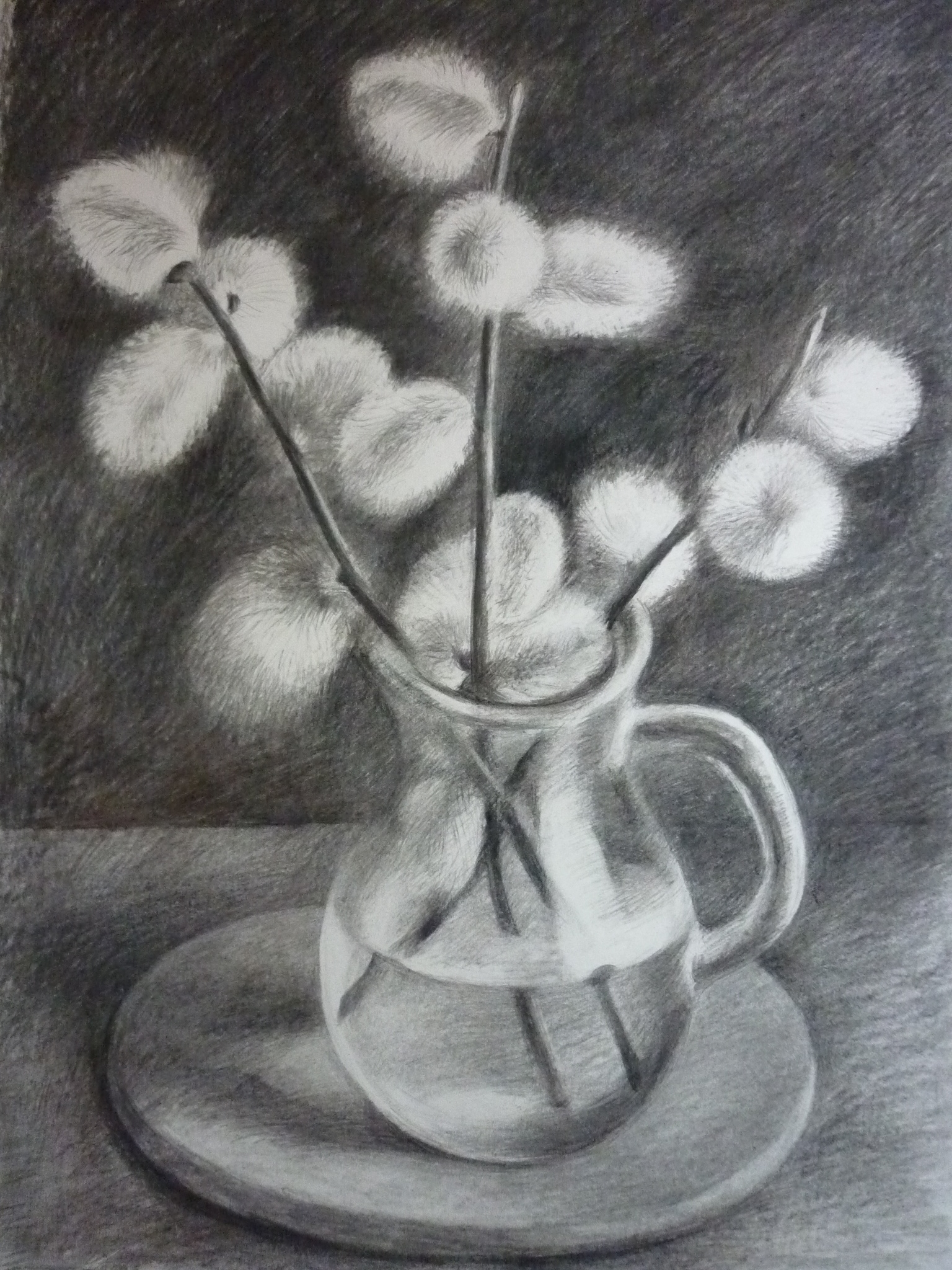
„Kočičky – zátiší“
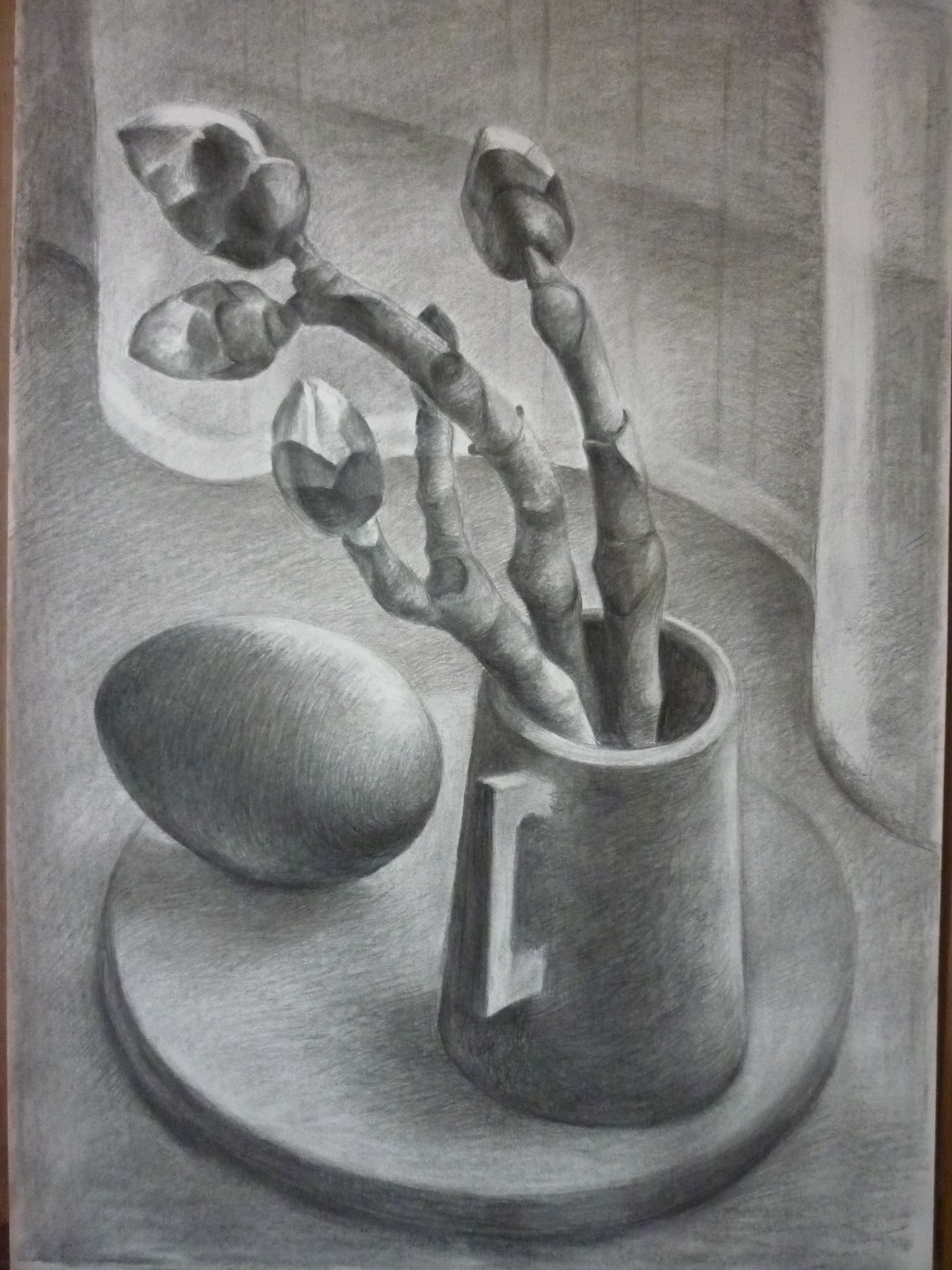
„Velikonoce“

Ukázky z tvorby Evy Vejražkové – Bytosti s rostlinami (akvarely, 2011)
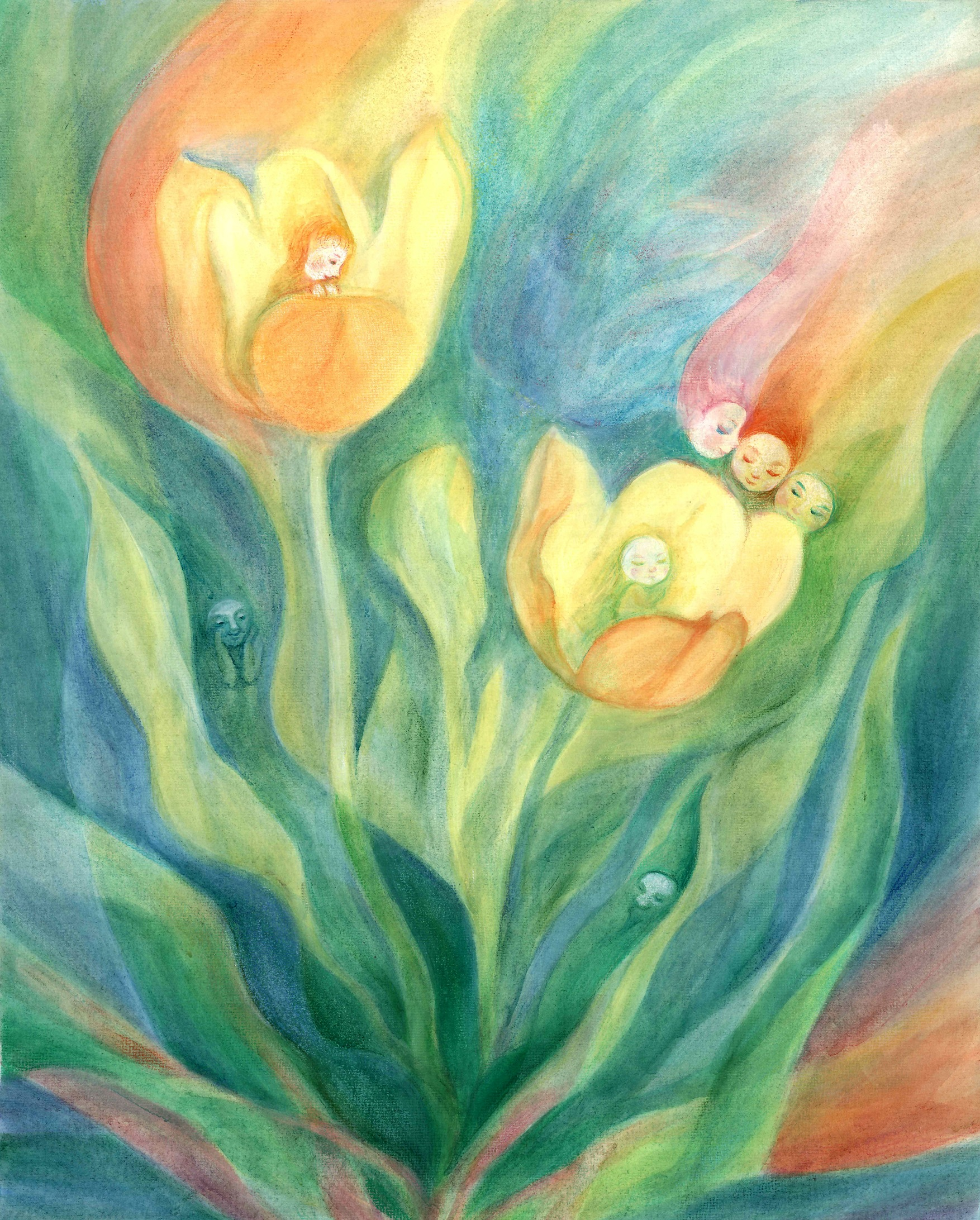
"Tulipánový záhon"
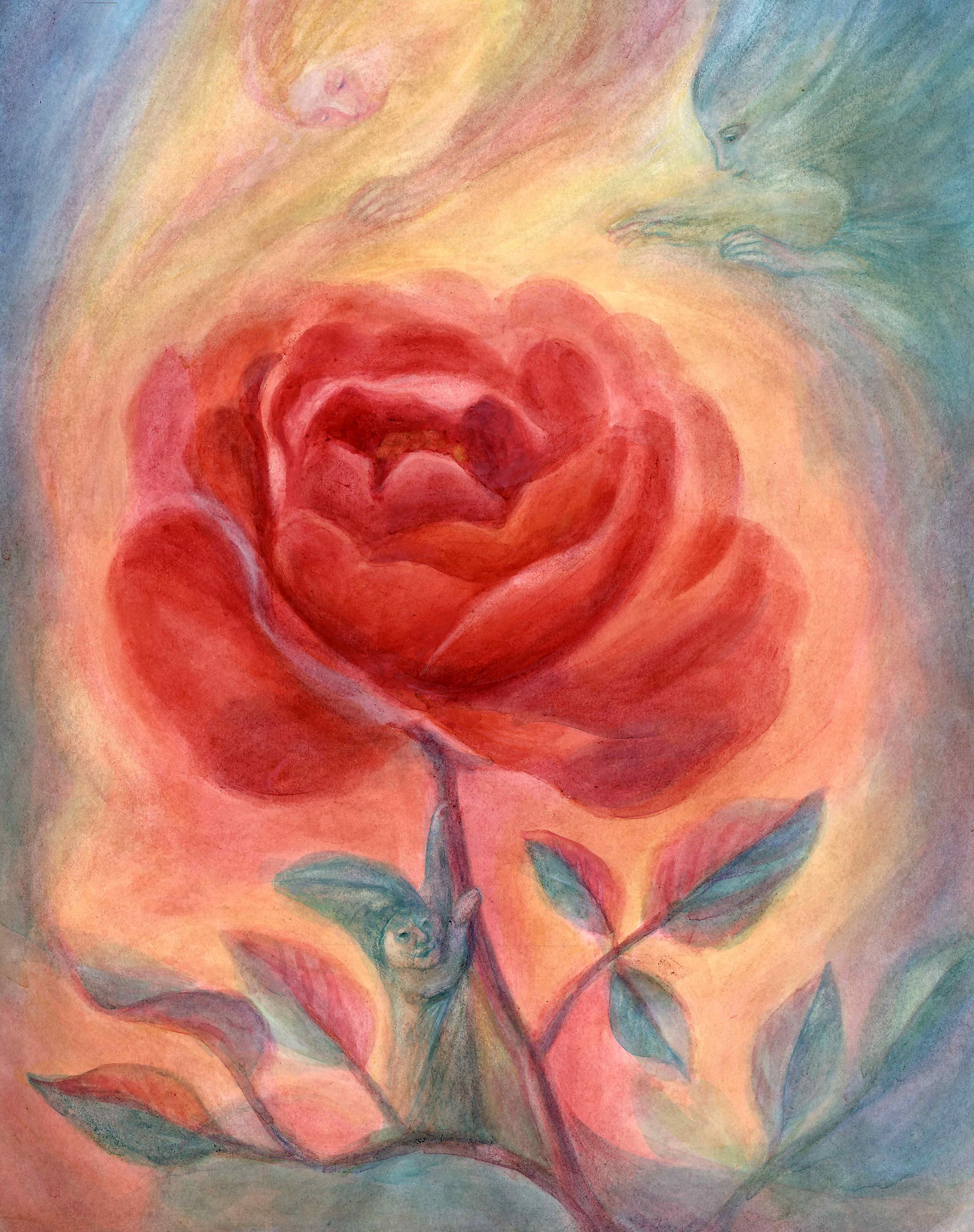
"Červnová růže"
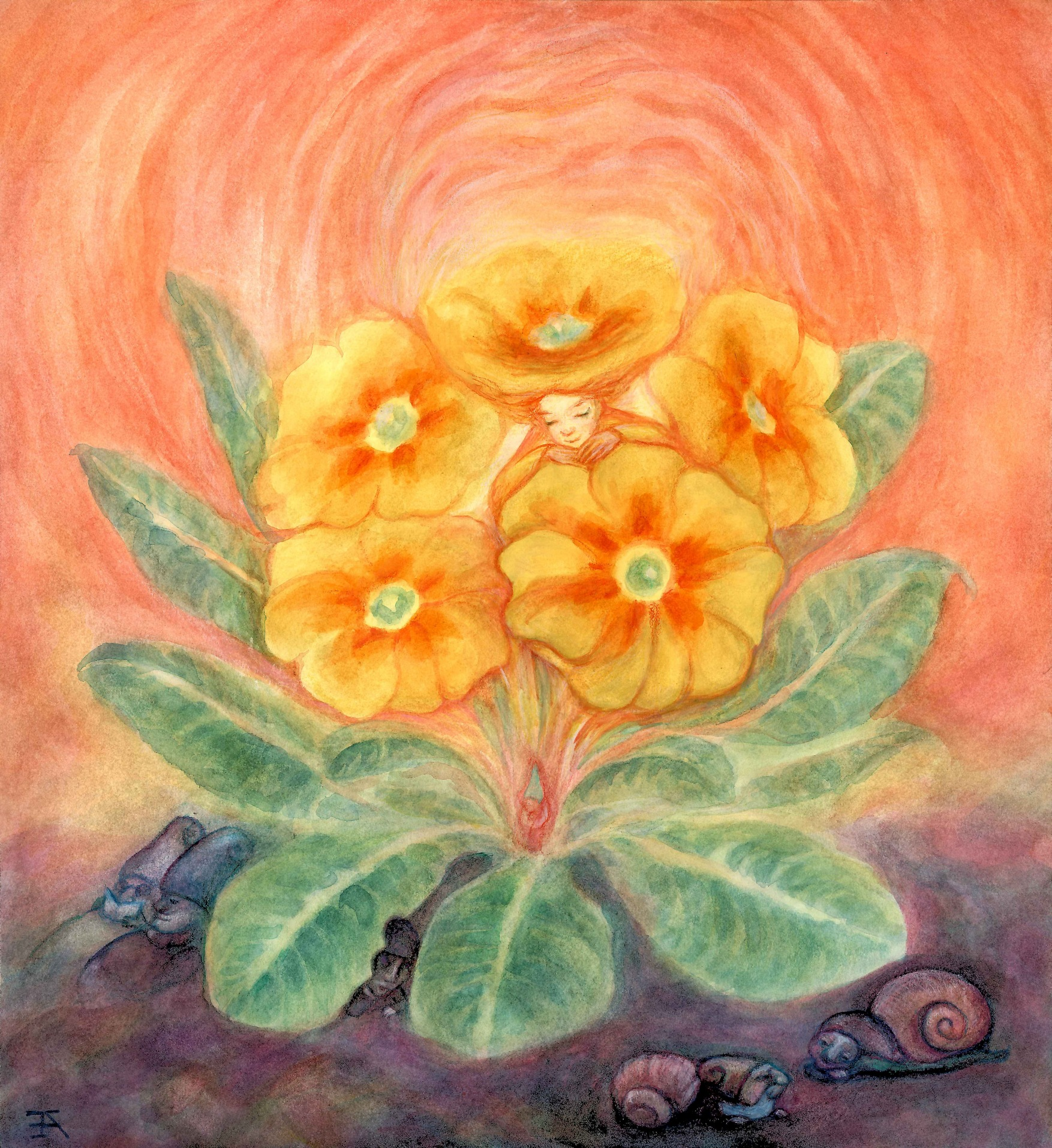
"Primulka"

## Výstavy[3][9]

### Autorské výstavy
- 1986 – Kresby; Malá scéna ZK ROH, České Budějovice[10]
- 1987 – Obrazy; ÚTIA (Ústav teorie informace a automatizace (ÚTIA) ČSAV) Ďáblice, Praha[10]
- 1988 – Eva Vejražková: Obrazy, objekty; Kulturní středisko Blatiny, Praha[11][12][10]
- 1989 – Eva Vejražková: Kresby, obrazy, objekty; Galerie mladých, U Řečických, Praha[11][10][13]
- 1990 – Obrazy, objekty; Galerie mladých, Brno[10]
- 1990 – Obrazy, objekty; Zámecký skleník – kulturní středisko Boskovice, Boskovice[10]
- 1997 – Obrazy; Obecní dům Ďáblice, Praha[10]
- 1998 – Obrazy, kresby; zámek Tovačov, Tovačov[10]
- 1999 – Obrazy; Dům U Jonáše, Pardubice[10]
- 2000 – Obrazy, grafika; Galerie Barbara, Hradec Králové[10]
- 2001 – Obrazy, grafika; Café Wundertüte – Bayreuth, Bayern, Germany[10]
- 2002 – Obrazy, kresby; tréninková Kavárna Vesmírna, Ve Smečkách 5, Praha 1[10]
- 2004 – Eva Vejražková: Obrazy, Galerie DO/OKA, Praha 1
- 2006 – Obrazy, kresby; Studio Paměť – Společnost pro záchranu kulturních hodnot, Praha[10]
- 2007 – Obrazy, kresby; bývalá klasicistní fara, Broumov, Heřmánkovice[10]
- 2008 – Akvarely, kresby; Divadlo Dobeška, Praha 4[10]
- 2009 – Akvarely, galerie Josefa Adamce Na Špejcharu 3, Praha 7[14]
- 2013 – Výstava: Obrazy Eva Vejražková, Tyršově škola v Praze 5 – Jinonicích[15]
- 2015 – Katedrály a hlavy kulturních epoch a světadílů, výstava akvarelů, Krajská vědecká knihovna v Liberci[16]

### Společné výstavy
- 1981 – I. salon Mikrofóra, Praha, Praha
- 1983 – Salon grafiky, kreseb a keramiky, Okresní muzeum Plzeň-jih, Blovice (Plzeň-jih)
- 1983 – Člověk a svět. Mladá figurální tvorba, Oblastní galerie v Liberci, Liberec
- 1986–1987 – České umění 20. století, Alšova jihočeská galerie v Hluboké nad Vltavou, Hluboká nad Vltavou (České Budějovice)
- 1986 – Konfrontace V; Statek Milana Periče, Svárov (Kladno)[10]
- 1987 – Konfrontace VI; vnitroblok Špitálská ulice, Praha 10, Vysočany; Konfrontace VII – Svárov (Kladno)[10]
- 1988 – KROK '88, Kulturní dům barikádníků, Praha[10]
- 1988 – Salón pražských výtvarných umělců '88, Park kultury a oddechu Julia Fučíka, Praha
- 1989 – Z nových zisků Národní galerie v Praze (1987–1988), Národní galerie v Praze, Praha
- 1989 – Mladí Janu Bauchovi, Galerie Václava Špály, Praha[10]
- 1989 – Současná česká grafika, Mánes, Praha
- 1989 – Malba a plastika mladých, Holešovická tržnice, Praha[10]
- 1990 – Současná česká kresba, Místodržitelský palác, Brno (Brno-město)[10]
- 1990 – Eva Vejražková, Vít Vejražka; Galerie Peithner-Lichtenfels & Čubrda (Michalská 12, Praha 1), 25. října 1990 – 25. listopadu 1990, Praha[17][10]
- 1990 – Současné mladé československé umění, ČS kulturní středisko Budapešť[10]
- 1992 – Pět československých malířů, Naarden[10]
- 1993 – Kresby, Galerie R, Praha
- 1997 – Práce na papíře / Works on Paper, Mánes, Praha[10]
- 1997 – Umělci z Nové sdružení Bílému kruhu bezpečí, Galerie U prstenu, Praha
- 1999 – II. nový zlínský salon, výstavní galerie Zlín, Zlín (Zlín)[10]
- 1999 – Příroda a jají bytosti (s manželi Čabalovými), ašské kulturní středisko, Aš[10]
- 1999 – Návraty – práce absolventů SUPŠ Uherské Hradiště[10]
- 2000 – Výstavní sezona 2000 v galerii české kultury, státní hrad a zámek Český Krumlov[10]
- 2001 – Konfrontační výstava současného českého malířství, muzeum Vladimíra Preclíka, Bechyně[10]
- 2003 – I. aukce moderního umění, výstava dražených uměleckých děl, Galerie Peron, Praha
- 2003 – 2. aukce moderního umění, výstava dražených uměleckých děl, Galerie Peron, Praha
- 2004 – 3. aukce moderního umění, výstava dražených uměleckých děl, Galerie Peron, Praha
- 2004 – Aukce současného umění, Výstava dražených uměleckých děl, Česká spořitelna, Praha
- 2007–2008 – České umění XX. století: 1970–2007, Alšova jihočeská galerie v Hluboké nad Vltavou, Hluboká nad Vltavou (České Budějovice)

### Ostatní (aukce apod.)
- 1991 – Auktion – Tschechische Kunst aus dem böhmischen und mährischen Raum, Kunstpalais, Vídeň (Wien)
- 1997 – Umělci z Nové sdružení Bílému kruhu bezpečí, aukce, Galerie U prstenu, Praha
- 2003 – 1. aukce moderního umění, Hotel Holiday Inn, Praha
- 2003 – 2.aukce moderního umění, Hotel Holiday Inn, Praha
- 2004 – 3. aukce moderního umění, Hotel Holiday Inn, Praha
- 2004 – Aukce současného umění, Hotel Holiday Inn, Praha

## Eva Vejražková v katalozích[3][9]

### Autorské katalogy
- 1989 – Eva Vejražková: Kresby, obrazy, objekty (autor textu: Ivan Neumann, rok vydání: 1989, typ dokumentu: katalog autorský, počet stran: 8, počet reprodukcí: 4 čb,jazyk: český, náklad: 400, rozměry: 225×215)[18]

### Kolektivní katalogy
- 1983 – Salon grafiky, kreseb a keramiky
- 1987 – České umění 20. století, Obrazy, plastiky, kresby, grafika (Přírůstky Alšovy jihočeské galérie za léta 1980–1985)
- 1988 – Salón pražských výtvarných umělců '88
- 1988 – K rok '88
- 1989 – Mladí Janu Bauchovi
- 1989 – Z nových zisků Národní galerie v Praze (1987–1988)
- 1989 – Současná česká grafika
- 1989 – Malba a plastika mladých
- 1990 – Současná česká kresba
- 1990 – Eva Vejražková, Vít Vejražka; Galerie Peithner-Lichtenfels, Praha[17]
- 1993 – Kresby (Nové sdružení pražských malířů)
- 1997 – Práce na papíře / Works on paper
- 1997 – Umělci z Nového sdružéní Bílému kruhu bezpečí
- 1999 – II. Nový zlínský salon 1999 / II. New Zlin Salon 1999
- 2007 – České umění XX. století: 1970–2007

## Eva Vejražková uváděná v/na[3][9]

### plakátech
- 1983 – Člověk a svět
- 1988 – Eva Vejražková: Obrazy (rok vydání: 1988, typ dokumentu: plakát, počet stran: 2, počet reprodukcí: 1 b, jazyk: český, rozměry: 436×327)[19]

### knihách
- 2012 – Vencl, Slavomil. České grafické novoročenky / Czech New Year print: minulost a současnost. Pelhřimov: Nová tiskárna, 2012. 215 s. ISBN 978-80-7415-069-2.[20]

### antologiích a sbornících
- 2000 – Luhan, Jiří, ed. a Pouba, Petr, ed. Splátka na dluh: dokumentace českých výtvarníků narozených v padesátých a šedesátých letech: = Czech artists born in the 1950s and 1960s: a record. Vyd. 1. Praha: Torst, 2000. 447 s. ISBN 80-7215-127-4.[21]

### další literatuře
- 1989 – Šálková Jana, Eva Vejražková, Malba a plastika mladých
- 1989 – Štěpánek Pavel, Slavnost barvy, Ateliér, čtrnáctideník Svazu českých výtvarných umělců, ročník 2, číslo 5, datum vydání: 7. březen 1989, strana 5
- 2000 – Vencl, Slavomil. České exlibris: historie a současnost. Praha: Sdružení českých umělců grafiků Hollar, 2000. 168 s. ISBN 80-902405-3-4, str. 32–130[22]

### seznamech vystavených prací
- 1989 – Mladí Janu Bauchovi (Informace pro tiskovou konferenci, seznam vystavených prací)

### seznamech výtvarných umělců
- 1984 – Seznam výtvarných umělců evidovaných při Českém fondu výtvarných umění

### encyklopediích a slovnících
- 1995 – Nová encyklopedie českého výtvarného umění (N–Ž)
- 2003 – Slovník žáků a absolventů zlínské Školy umění a Střední uměleckoprůmyslové školy ve Zlíně a v Uherském Hradišti /1939 – 2003/

### aukčních katalozích
- 1991 – Auktion (Tschechische Kunst aus dem böhmischen und mährischen Raum)

### dražebních katalozích
- 2003 – I. aukce moderního umění
- 2003 – 2. aukce moderního umění
- 2004 – Aukce současného umění / Aukcia súčasného umenia
- 2004 – 3. aukce moderního umění

### různých periodikách a jinde
- 1986 – pépé, Vzpomínka na Svárov, Někdo něco 6, rok vydání 1986, strany 31–36
- 1989 – Potůčková Alena, Spory o vlastní tvář, Tvorba, číslo 20, rok vydání 1989, strana 8
- 1990 – Šálková Jana, Na okraj současné české kresby, Současná česká kresba, rok vydání 1990
- 1996 – Hlaváček Ludvík, Konfrontace – Spontánní umělecký výraz 80. let, Výtvarné umění: The magazine for contemporary art: Čtvrtletník pro současné umění / Quarterly for contemporary art, ročník 20, číslo 1–2, rok vydání 1996, strany: 145–152
- 1997 – Horová Anděla, Práce na papíře. Praha, Mánes, dolní výstavní prostory, 8.4.–3.5. (Papír patří nepochybně k materiálům...), Ateliér, čtrnáctideník současného výtvarného umění, ročník 10, číslo 11, datum vydání 29. květen 1997, strana: 1